# Tavarede
Tavarede ist eine Gemeinde (Freguesia) in Portugal und gehört zum Kreis (Concelho) von Figueira da Foz.

## Geografie
Die Gemeinde stellt den nordöstlichen Teil des urbanen Gebietes des Kreises von Figueira da Foz, zusammen mit Buarcos, São Julião, Vila Verde und São Pedro. In ihren nordöstlichen Ausläufern wird das relativ hügelige Gebiet ländlicher. Seine südwestliche Grenze liegt 3 km von der Mündung des Mondego im Stadtzentrum Figueiras entfernt.

## Geschichte
Funde belegen eine Besiedlung des Gebietes bereits in der Eisenzeit. Ein befestigter Ort ist hier seit dem 7. Jahrhundert bekannt, der mit der Eroberung durch die Mauren seit Anfang des 8. Jahrhunderts zerstört wurde und zerfiel. Nach der Staatsgründung Portugals kam das Gebiet, unter König D.Sancho, an die Kirche (Sé) von Coimbra, und wurde in der Folge seit dem 12. Jahrhundert neu besiedelt. 1516 erhielt Tavarede Stadtrechte (foral) durch D.Manuel I.
1540 errichtete António Fernandes de Quadros, der Herr von Tavarede und Vila Verde war, hier seinen Wohn- und Regierungspalast, den Paço de Tavarede. Von hier aus wurde das Gebiet bis nach Figueira da Foz verwaltet.
1771 wurde Figueira da Foz zur Vila erhoben, und der Sitz des Kreises kam von Tavarede nach Figueira. Nach der Liberalen Revolution in Portugal und dem Ende des Miguelistenkrieges 1834 wurde der Kreis Tavarede aufgelöst und dem von Figueira angeschlossen.
Im Zuge der rapiden Vergrößerung der Stadt Figueira da Foz seit dem späten 20. Jahrhundert sind deren Viertel näher herangerückt, so dass Tavarede heute zu einem der zahlenmäßig bedeutendsten Wohnviertel der Stadt geworden ist.

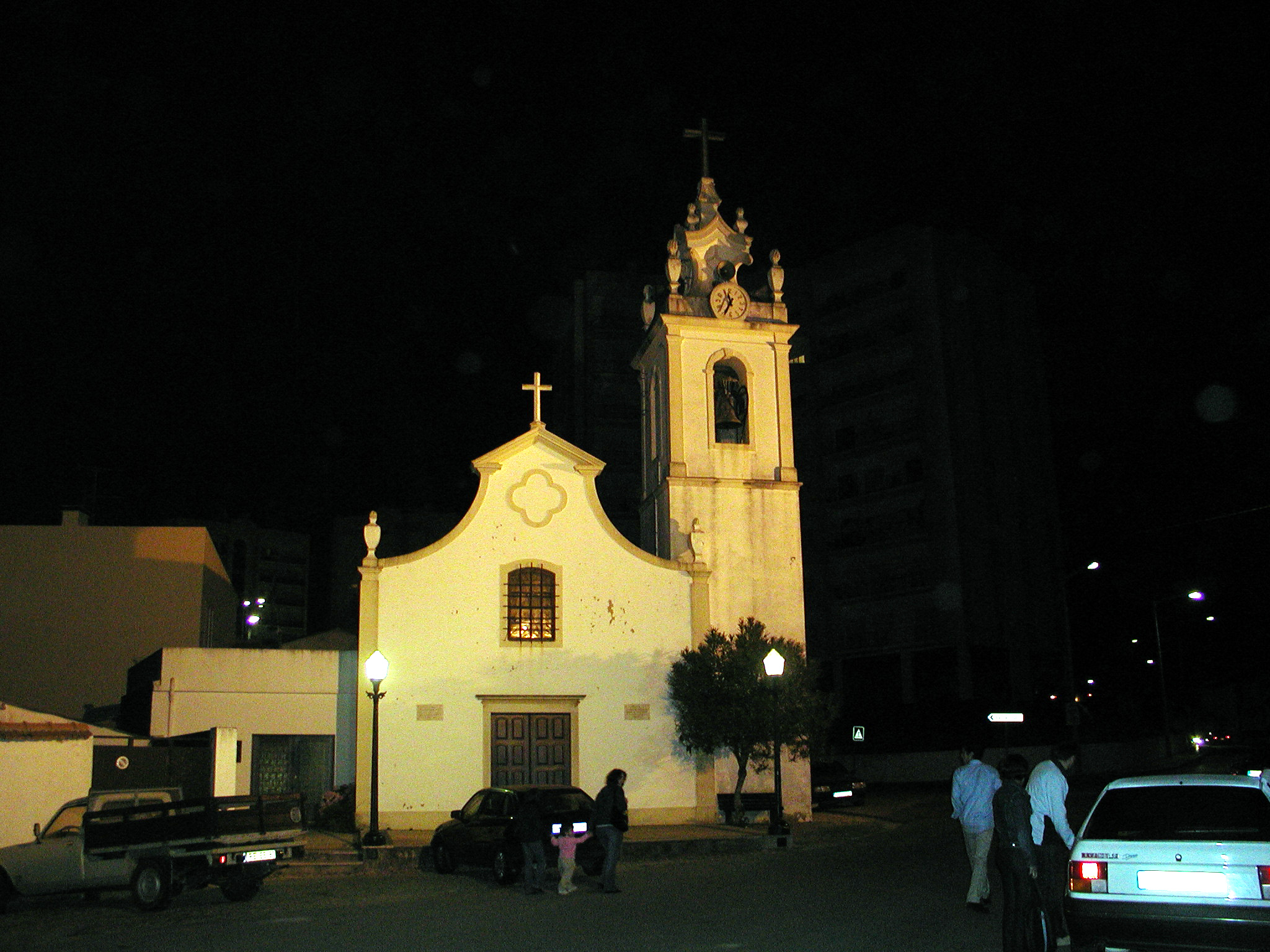
Die Gemeinde-Kirche Igreja Paroquial

## Kultur, Sport und Sehenswürdigkeiten
In der Gemeinde liegen mit dem Schwimm- und Sportkomplex des Ginásio Clube Figueirense, der Sportanlage Parque desportivo da Quinta do Paço, und den Sportanlagen (Polidesportivos) in Chã, Carritos und der Avenida 1º de Maio einige der bedeutendsten Sportstätten des Kreises in Tavarede. Auch das Estádio Municipal José Bento Pessoa liegt hier, die Spielstätte der Profi-Fußballmannschaft von Naval  1º de Maio.
Die 1904 von José da Silva Ribeiro gegründete Sociedade de Instrução Tavaredense ist seither ein bedeutender Kulturmotor der Gemeinde, mit seinem Amateurtheater im eigenen Gebäude. Eine Reihe weiterer Vereine sind im Gemeindegebiet tätig, darunter der Goju-Ryu Karaté Clube Figueirense, der Grupo Desportivo e Recreativo da Chã-Sportverein, die portugiesische Pfadfinder-Gruppe Nr. 30 (Associação de Escoteiros de Portugal - Grupo 30), der Sportflugverein Aero Clube da Figueira, der regionale Amateurfunkerverein Associação de Radioamadores da Costa de Prata, und verschiedene Musikvereinigungen, vor allem in den Orten Tavarede und Carritos. Auch die beiden wichtigsten Vereine des Kreises, Ginásio Clube Figueirense und Naval 1º de Maio, haben hier ihren Sitz.
Der Palast Paço de Tavarede wurde 1540 von António Fernandes de Quadros errichtet, einem spanischstämmigen Adligen, der für seine Verdienste im Dienste der portugiesischen Krone entlohnt wurde. Die Palastanlage wurde mehrmals umgebaut, wobei die Fassadenneugestaltung Ende des 18. Jahrhunderts, und die neomanuelinischen Umbauten im 19. Jahrhundert die wesentlichsten Veränderungen darstellten. Bis zum Tode des letzten Nachfolgers 1903 blieb der Paço in Familienbesitz. Nachdem er danach mehrmals den Besitzer wechselte, wurde er 1981 von der Stadtverwaltung erworben, der Câmara Municipal von Figueira da Foz. Das Gebäude wurde 1982 unter Denkmalschutz gestellt, und nach langwierigen Renovierungsarbeiten 2006 wiedereröffnet. Die Stadtverwaltung unterhält hier nun verschiedene Jugend- und Sportabteilungen, Verwaltungsräume und Bürgerdienste.
Sehenswert sind des Weiteren der mit Azulejos bestückte, 1876 errichtete Brunnen Fonte de Tavarede,  die einfache Kapelle Capela de Santo Aleixo aus dem 16. Jahrhundert, die auf einer älteren Kapelle errichtet wurde und einen Taufstein birgt, der das Datum 1600 trägt, und schließlich die Gemeindekirche Igreja Paroquial S. Martinho, die aus dem 11. Jahrhundert datiert, vermutlich aber in seinen Ursprüngen älter ist, wie Erwähnungen aus der Zeit vor der Unabhängigkeit Portugals vermuten lassen. Alle drei Bauwerke stehen unter Denkmalschutz.
An seine landwirtschaftlich geprägte Vergangenheit erinnert den von Wohnblocks geprägten Ort Tavarede das Denkmal für den Bauern, Monumento ao Cavador.

## Verwaltung
Tavarede ist Sitz einer gleichnamigen Gemeinde (Freguesia) im Kreis (Concelho) von Figueira da Foz, im Distrikt Coimbra. Am 19. April 2021 hatte die Gemeinde 10.051 Einwohner auf einer Fläche von 10,7 km².
Folgende Orte liegen in der Gemeinde Tavarede:
| - Tavarede - Ferrugenta - Borleteira - Várzea - Casal da Areia - Vale do Porco - Chã | - Carritos - Caceira de Baixo - Senhor do Arieiro - Casal da Robala - Araújos - Matioas - Condados | - Quinta do Paço - Robim - Azenhas - Esperança - Prazo - Vergieira |

## Wirtschaft
War das Gebiet ursprünglich ein landwirtschaftlich geprägter Kreis, so ist es heute vor allem eine Schlafstadt Figueiras. Einige Bedeutung erlangten im Gemeindegebiet verschiedene Einkaufszentren, vor allem das Foz Plaza, dazu kleinere Industrie- und Logistikunternehmen. Die Ende des 20. Jahrhunderts angelegten, breiten Umgehungsstraßen um den Kern von Figueira da Foz herum begünstigten das Wachstum Tavaredes.